# Hubneria vivida
Hubneria vivida là một loài ruồi trong họ Tachinidae.